# Mafalda av Portugal
Mafalda av Portugal, född omkring 11 januari 1197 i Amarante, död 1 maj 1256, var en saligförklarad drottning av Kastilien; gift med kung Henrik I av Kastilien.

## Biografi
Mafalda var dotter till Sancho I av Portugal och Dulce av Aragonien. Hon gifte sig 1215 med kung Henrik I av Kastilien. Hennes äktenskap var ofullbordat och blev därför ogiltigförklarat 1216, och Mafalda återvände till Portugal. 
Mafalda hade genom sin far Sancho I:s död 1212 fått rätten till slottet Seia med tillhörande domäner och titeln drottning, något som ifrågasattes av hennes bror. Hon och hennes systrar, som stöddes av delar av adeln, befann sig därför i långvariga strider med brodern. Stridigheterna avslutades då hennes brorson uppsteg på tronen 1223 och tillerkände sina fastrar en del landområden och titeln "prinsessdrottning". Mafalda gick så småningom i kloster.
Mafalda av Portugal saligförklarades 1793.   